# Periquito-de-rodrigues
Periquito-de-rodrigues (nome científico: Psittacula exsul) é uma espécie extinta de periquito que era endêmica de Rodrigues, uma ilha no Oceano Índico a leste de Madagascar. É parte de um grupo de aves afro-asiáticas reunidas no gênero Psittacula. Detalhes do esqueleto apontam uma relação especialmente estreita com o papagaio-alexandrino e o periquito-de-colar, mas há características peculiares que sugerem adaptação e um longo isolamento na ilha Rodrigues. A análise genética de seu DNA confirmou seu parentesco próximo com o periquito-de-colar, do qual divergiu há 3,82 milhões de anos. Além disso, o periquito-de-rodrigues parece ser ancestral dos periquitos de Maurício e Reunião.
Com cerca de 40 cm de comprimento, a ave possuía uma plumagem acinzentada ou azul-ardósia, cor incomum para um Psittacula, cuja maioria das espécies são verdes. O macho tinha as penas com cores mais intensas e um bico avermelhado, já o bico da fêmea era preto. Os detalhes da aparência de um macho adulto são incertos, pois apenas um exemplar do sexo masculino é conhecido e acredita-se que ele seja imaturo. Machos adultos podem ter possuído manchas vermelhas nas asas, tal como ocorre com o papagaio-alexandrino. Ambos os sexos tinham um colar preto que se estendia do queixo até a nuca, porém ele era mais evidente no macho. As pernas eram cinzas e a íris, amarela. Pouco se sabe sobre o comportamento da ave em vida, mas pode ter se alimentado de nozes da árvore bois d'olive (Cassine orientalis) e folhas. Era muito manso e capaz de imitar a fala humana.
Foi registrado pela primeira vez em 1708 por François Leguat, um exilado francês que fora abandonado em Rodrigues; e há poucos relatos posteriores que mencionam a espécie. O epíteto específico "exsul", que significa "exilado", é uma referência a Leguat. Existem apenas dois desenhos baseados na ave viva, ambos de um único espécime mantido em cativeiro na década de 1770. O primeiro exemplar conhecido pela ciência, uma fêmea, tornou-se o holótipo quando a espécie foi descrita em 1872 por Alfred Newton. Um macho, o último indivíduo registrado, foi coletado em 1874, e esses dois espécimes são os únicos que existem hoje. A ave entrou em declínio devido ao desmatamento e, talvez, à caça, e o que restou possivelmente foi dizimado por uma série de ciclones e tempestades que atingiram a ilha no final do século XIX. Houve especulações infundadas sobre a possível sobrevivência da espécie até 1967, mas os especialistas acreditam que se extinguiu por volta de 1875.

## Taxonomia

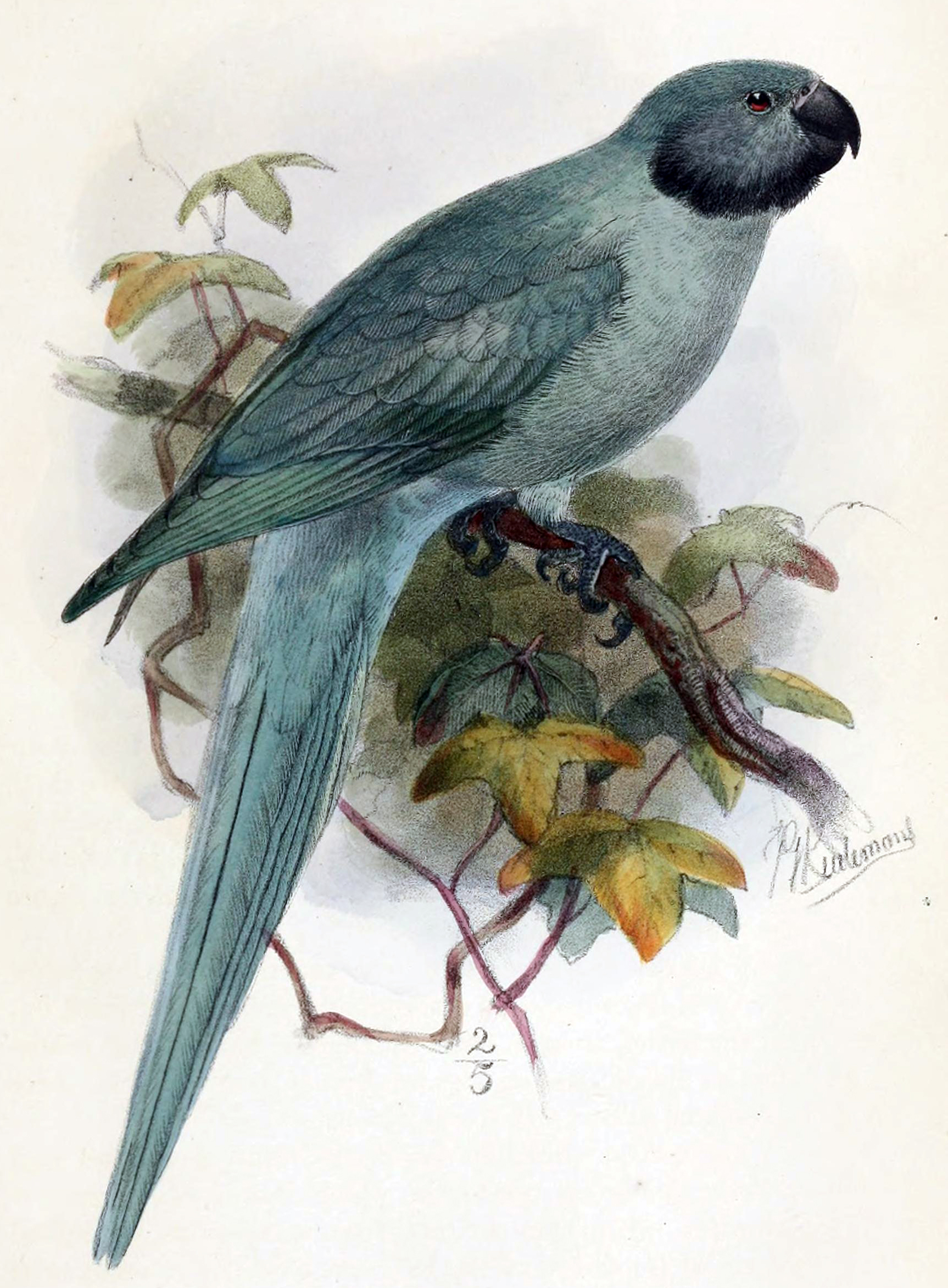
Ilustração de uma fêmea, o espécime holótipo, por John Gerrard Keulemans (1875).

O periquito-de-rodrigues foi registrado pela primeira vez no livro de memórias do viajante François Leguat, intitulado A New Voyage to the East Indies e publicado em 1708. Leguat era o líder de um grupo de nove refugiados huguenotes franceses que colonizaram a ilha Rodrigues, entre 1691 e 1693, após terem sido abandonados lá. Relatos posteriores foram feitos por Julien Tafforet, que também foi abandonado na ilha em 1726, e depois pelo matemático Alexandre Guy Pingré, que viajou para Rodrigues para observar o trânsito de Vênus de 1761.
O primeiro exemplar da espécie conhecido pela ciência foi uma fêmea coletada em 1871 por George Jenner, que viria a ser o magistrado de Rodrigues. O espécime foi preservado em álcool e dado a Edward Newton, um administrador colonial da ilha Maurício, que o enviou ao seu irmão, o ornitólogo britânico Alfred Newton. Alfred descreveu a ave em 1872 e lhe deu o nome científico Palaeornis exsul. O epíteto específico exsul ("exilado") é uma homenagem a François Leguat, que estava exilado quando fez o primeiro registro da ave. Newton tentou encontrar um nome mais descritivo, talvez com base na coloração, mas achou difícil. Ele se absteve de publicar uma figura da fêmea em sua descrição original, embora o periódico Ibis tenha lhe oferecido o espaço para tal. Em vez disso, preferiu esperar até que pudesse adquirir um indivíduo macho, pois imaginava que seria mais atrativo. A fêmea, que é o espécime holótipo da espécie, está alojada no Museu da Universidade de Cambridge como o espécime UMZC 18/Psi/67/h/I.
Alfred Newton solicitou mais exemplares, especialmente machos, mas em 1875 finalmente publicou uma ilustração da fêmea, lamentando que nenhum espécime do sexo masculino houvesse sido encontrado. O relato de 1726 feito por Tafforet fora redescoberto no ano anterior, e Alfred notou que esse documento confirmava sua suspeita de que o macho era muito mais colorido que a fêmea. O coletor que trabalhava para Newton, Henry Horrocks Slater, viu um periquito-de-rodrigues ao vivo no ano anterior, mas na hora não estava carregando uma arma. Em 14 de agosto de 1874, William Vandorous abateu um espécime do sexo masculino. Pode ter sido o mesmo indivíduo que Slater observou. Posteriormente, o animal foi enviado para Edward Newton por William J. Caldwell. Este é o parátipo da espécie, numerado como UMZC 18/Psi/67/h/2 e alojado no Museu de Cambridge.

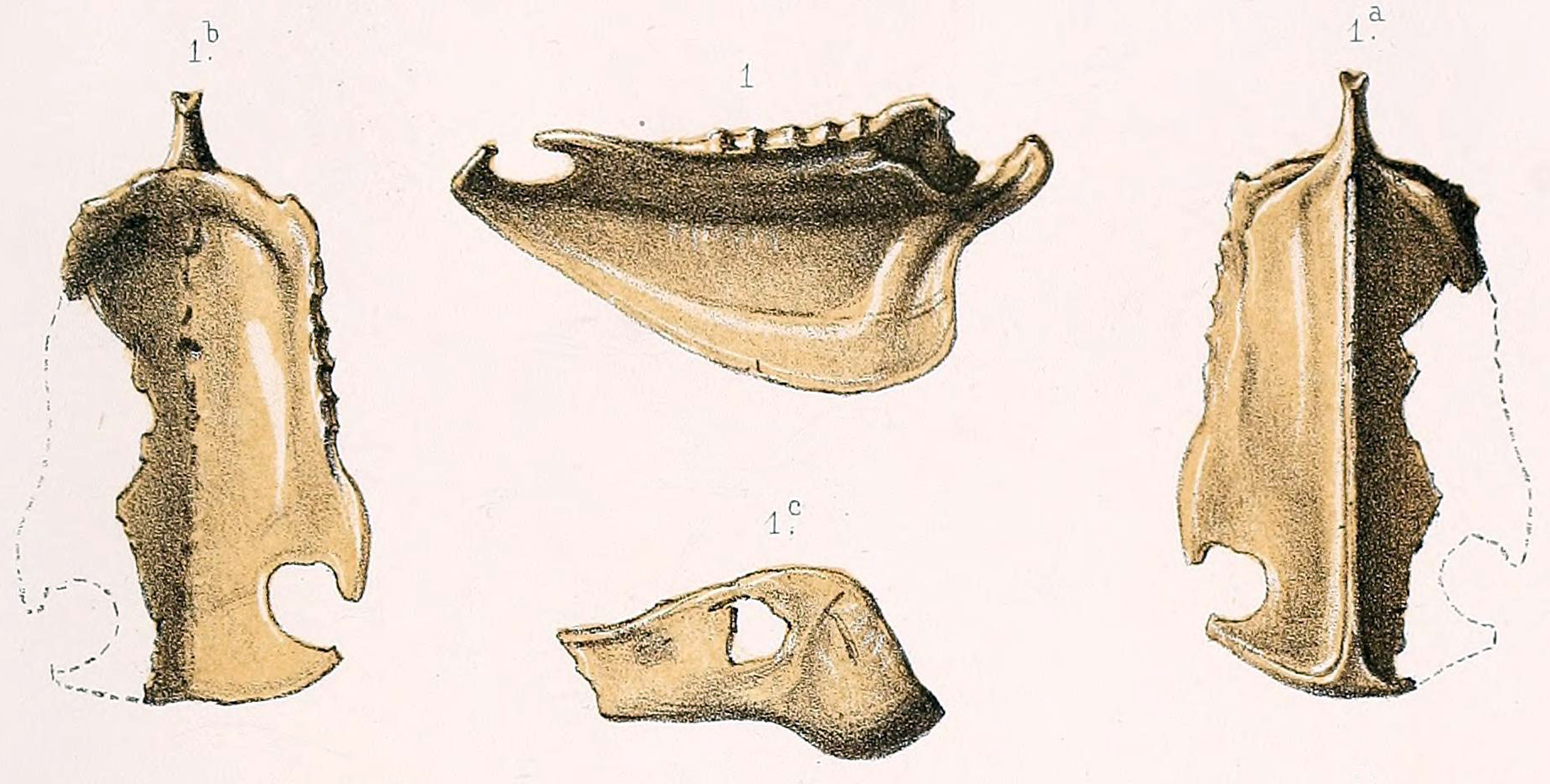
Mandíbula e esterno da fêmea.

Edward Newton ressaltou que ele esperava que o macho fosse adornado com uma mancha vermelha na asa, mas que a ausência desse detalhe indicava que o indivíduo era imaturo. Ainda assim achou mais bonito que a fêmea. Estes dois exemplares são os únicos indivíduos preservados da espécie. A mandíbula e o esterno foram extraídos do espécime do sexo feminino, e restos subfósseis têm sido encontrados desde então nas cavernas de Plaine Corail, em Rodrigues. O gênero Palaeornis foi declarado mais tarde um sinônimo júnior de Psittacula, e todas as espécies dentro do antigo táxon foram transferidos para este último. Formou-se assim a combinação do nome científico atual: Psittacula exsul. Popularmente, a ave é conhecida em língua inglesa como "Newton's parakeet", "Rodrigues parakeet", ou "Exiled Ring-Necked Parakeet".

### Evolução
Com base em características morfológicas, o papagaio-alexandrino (Psittacula eupatria) tem sido proposto como a população fundadora de todas as espécies de Psittacula das ilhas do Oceano Índico, com novas populações se estabelecendo durante a colonização em direção sul a partir do Sul da Ásia, sua área de origem. As características da espécie vão gradualmente desaparecendo à medida que se distancia da região original. Restos subfósseis do periquito-de-rodrigues mostram que ele diferia de outras espécies Psittacula das Mascarenhas em algumas características osteológicas, mas também tinha semelhanças, como um esterno reduzido, o que sugere um parentesco próximo. Características do esqueleto apontam uma relação especialmente próxima com o papagaio-alexandrino e o periquito-de-colar (Psittacula krameri), mas as muitas características derivadas do periquito-de-rodrigues indicam que a espécie teria estado muito tempo isolada em Rodrigues.
Muitas aves endêmicas das Mascarenhas, incluindo o dodô, são descendentes de ancestrais do sul da Ásia. O paleontólogo inglês Julian Hume propôs que algo semelhante aconteceu também com todos os papagaios da região. O nível do mar era mais baixo durante o Pleistoceno, de modo que possibilitou a colonização de determinadas ilhas, menos isoladas na época, por algumas espécies. Embora a maioria das espécies de papagaios extintos das Mascarenhas sejam pouco conhecidas, restos subfósseis mostram que elas compartilhavam características comuns, tais como cabeças e mandíbulas alargadas, ossos peitorais reduzidos e ossos robustos nas pernas. Hume sugeriu que todas elas têm uma origem comum na radiação da tribo Psittaculini, baseando essa hipótese nas características morfológicas e no fato de que os papagaios Psittacula conseguiram colonizar muitas ilhas isoladas no Oceano Índico. Os Psittaculini podem ter invadido a área várias vezes, visto que muitas das espécies estavam tão especializadas que podem ter evoluído significativamente em ilhas de pontos quentes antes das Mascarenhas terem emergido do mar. Os outros membros do gênero Psittacula das Mascarenhas são: o periquito-de-reunião, o papagaio-cinzento-de-maurício (que habitava tanto Maurício como Reunião) e o periquito-de-maurício, o único deles que não foi extinto.

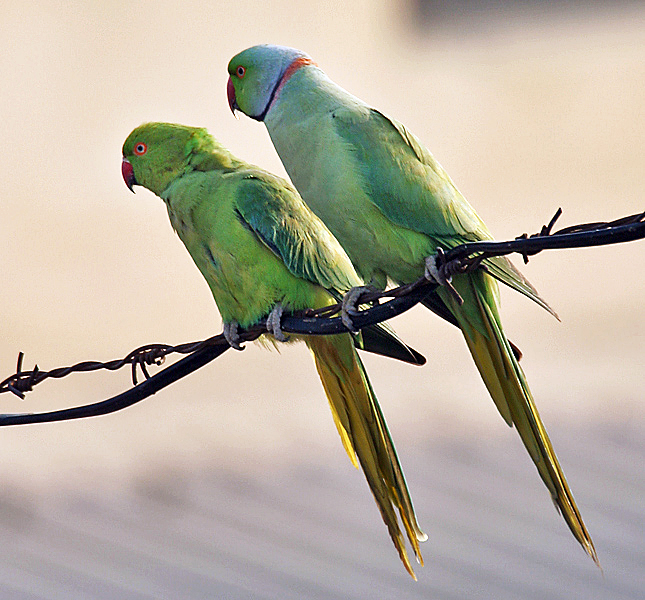
Casal de periquitos-de-colar, espécie da qual o periquito-de-rodrigues parece ter divergido há 3,82 milhões de anos.

Um estudo genético de 2011 sobre a filogenia dos papagaios foi incapaz de incluir o periquito-de-rodrigues, pois nenhum DNA viável da espécie pôde ser extraído. O mesmo artigo constatou que o papagaio-das-mascarenhas (Mascarinus mascarin) da vizinha ilha da Reunião era mais intimamente relacionado com o Coracopsis nigra de Madagascar e ilhas próximas, e, portanto, não tinha relação com os papagaios Psittacula, minando assim a teoria da origem comum de todos eles. Um outro estudo, publicado em 2015 por Jackson e colaboradores, incluiu DNA viável do dedo do pé de uma fêmea de periquito-de-rodrigues. Como resultado, a espécie foi agrupada num clado com subespécies de periquito-de-colar (da Ásia e África), do qual divergiu há 3,82 milhões de anos atrás. Além disso, o periquito-de-rodrigues parece ser ancestral dos periquitos de Maurício e Reunião. O cladograma que acompanha o estudo é mostrado abaixo:
|  | Psittacula krameri parvirostris                                                                |
|  |                                                                                                |
|  | \| \| Psittacula krameri manillensis \| \| \| \| \| \| Psittacula krameri borealis \| \| \| \| |
|  |                                                                                                |
|  | Psittacula krameri manillensis                                                                 |
|  |                                                                                                |
|  | Psittacula krameri borealis                                                                    |
|  |                                                                                                |

|  | Psittacula krameri manillensis |
|  |                                |
|  | Psittacula krameri borealis    |
|  |                                |

|  | \| \| Psittacula eques echo (periquito-de-maurício) \| \| \| \| \| \| Psittacula eques eques (periquito-de-reunião) \| \| \| \| |
|  | |
|  | Psittacula exsul (periquito-de-rodrigues)                                                                                       |
|  | |
|  | Psittacula eques echo (periquito-de-maurício)                                                                                   |
|  | |
|  | Psittacula eques eques (periquito-de-reunião)                                                                                   |
|  | |

|  | Psittacula eques echo (periquito-de-maurício) |
|  |                                               |
|  | Psittacula eques eques (periquito-de-reunião) |
|  |                                               |

|  | Psittacula krameri parvirostris                                                                |
|  |                                                                                                |
|  | \| \| Psittacula krameri manillensis \| \| \| \| \| \| Psittacula krameri borealis \| \| \| \| |
|  |                                                                                                |
|  | Psittacula krameri manillensis                                                                 |
|  |                                                                                                |
|  | Psittacula krameri borealis                                                                    |
|  |                                                                                                |

|  | Psittacula krameri manillensis |
|  |                                |
|  | Psittacula krameri borealis    |
|  |                                |

|  | \| \| Psittacula eques echo (periquito-de-maurício) \| \| \| \| \| \| Psittacula eques eques (periquito-de-reunião) \| \| \| \| |
|  | |
|  | Psittacula exsul (periquito-de-rodrigues)                                                                                       |
|  | |
|  | Psittacula eques echo (periquito-de-maurício)                                                                                   |
|  | |
|  | Psittacula eques eques (periquito-de-reunião)                                                                                   |
|  | |

|  | Psittacula eques echo (periquito-de-maurício) |
|  |                                               |
|  | Psittacula eques eques (periquito-de-reunião) |
|  |                                               |

|  | Psittacula krameri parvirostris                                                                |
|  |                                                                                                |
|  | \| \| Psittacula krameri manillensis \| \| \| \| \| \| Psittacula krameri borealis \| \| \| \| |
|  |                                                                                                |
|  | Psittacula krameri manillensis                                                                 |
|  |                                                                                                |
|  | Psittacula krameri borealis                                                                    |
|  |                                                                                                |

|  | Psittacula krameri manillensis |
|  |                                |
|  | Psittacula krameri borealis    |
|  |                                |

|  | \| \| Psittacula eques echo (periquito-de-maurício) \| \| \| \| \| \| Psittacula eques eques (periquito-de-reunião) \| \| \| \| |
|  | |
|  | Psittacula exsul (periquito-de-rodrigues)                                                                                       |
|  | |
|  | Psittacula eques echo (periquito-de-maurício)                                                                                   |
|  | |
|  | Psittacula eques eques (periquito-de-reunião)                                                                                   |
|  | |

|  | Psittacula eques echo (periquito-de-maurício) |
|  |                                               |
|  | Psittacula eques eques (periquito-de-reunião) |
|  |                                               |

|  | Psittacula krameri parvirostris                                                                |
|  |                                                                                                |
|  | \| \| Psittacula krameri manillensis \| \| \| \| \| \| Psittacula krameri borealis \| \| \| \| |
|  |                                                                                                |
|  | Psittacula krameri manillensis                                                                 |
|  |                                                                                                |
|  | Psittacula krameri borealis                                                                    |
|  |                                                                                                |

|  | Psittacula krameri manillensis |
|  |                                |
|  | Psittacula krameri borealis    |
|  |                                |

|  | \| \| Psittacula eques echo (periquito-de-maurício) \| \| \| \| \| \| Psittacula eques eques (periquito-de-reunião) \| \| \| \| |
|  | |
|  | Psittacula exsul (periquito-de-rodrigues)                                                                                       |
|  | |
|  | Psittacula eques echo (periquito-de-maurício)                                                                                   |
|  | |
|  | Psittacula eques eques (periquito-de-reunião)                                                                                   |
|  | |

|  | Psittacula eques echo (periquito-de-maurício) |
|  |                                               |
|  | Psittacula eques eques (periquito-de-reunião) |
|  |                                               |

## Descrição

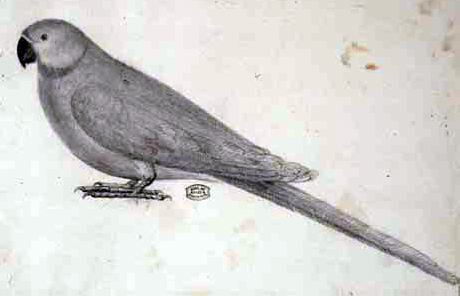
O outro desenho da ave em vida por Jossigny (déc. de 1770).

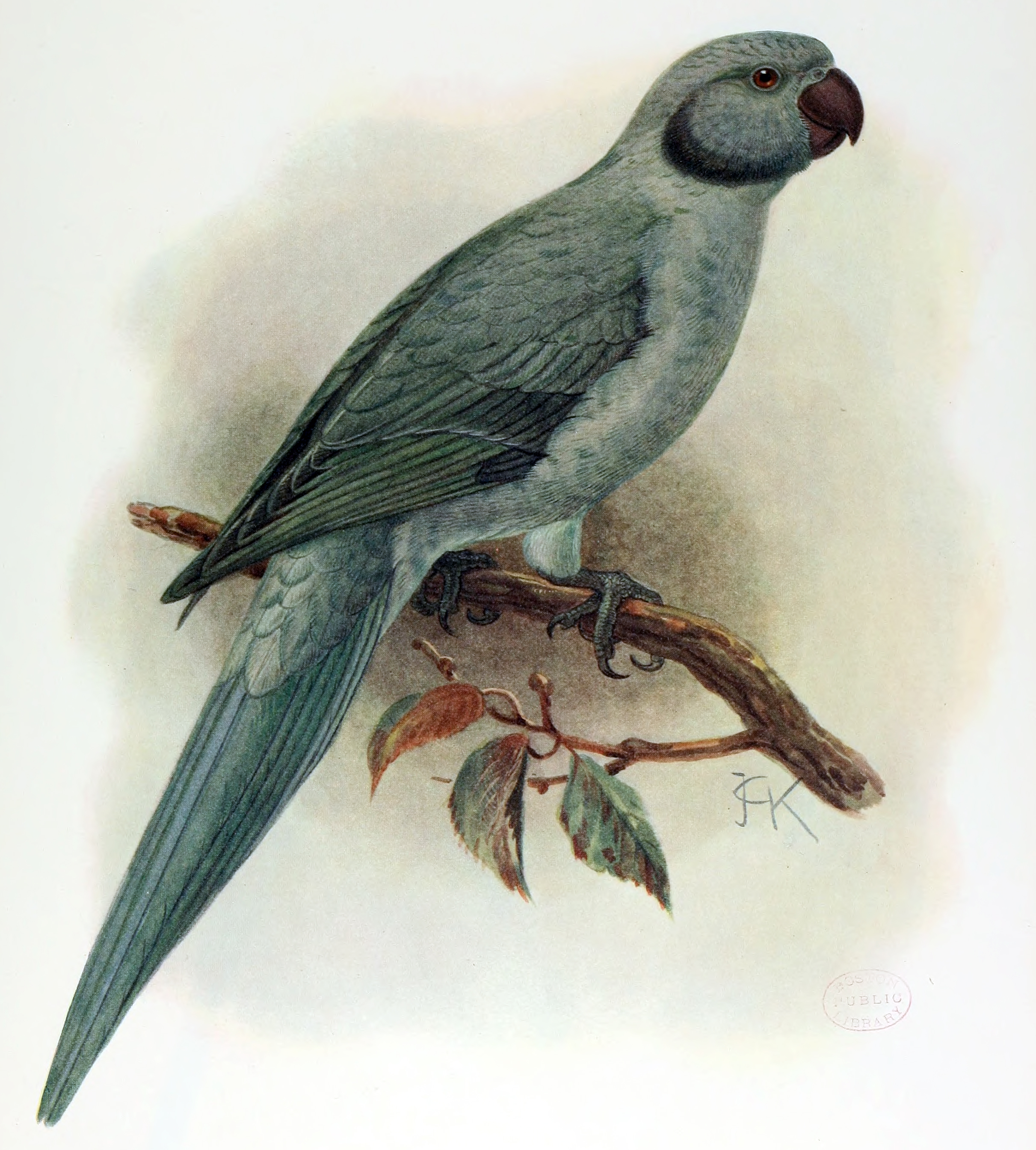
Ilustração da ave no livro Extinct Birds de Walter Rothschild (1907).

O periquito-de-rodrigues tinha cerca de 40 cm de comprimento, aproximadamente o mesmo tamanho do periquito-de-colar. A asa do único espécime do sexo masculino que restou mede 19,8 cm; a cauda, 20,6 cm; o cúlmen, 2,5 cm; e o tarso, 2,2 cm. A asa da fêmea tem 19,1 cm; a cauda, 21 cm; o cúlmen, 2,4 cm; e o tarso, 2,2 cm. O macho era azul-acinzentado (também descrito como "azul-ardósia") tingido de verde, e mais escuro na parte superior do corpo. A cabeça era mais azul, com uma linha escura que vai do olho à cera. Tinha um amplo colar preto que se estendia desde o queixo até a nuca, onde ia ficando gradualmente mais estreito. A parte inferior da cauda era acinzentada, a parte superior do bico era marrom-avermelhado escuro, e a mandíbula, preta. As pernas eram cinzas e a íris amarela. A fêmea era parecida, mas tinha uma cabeça mais grisalha e o bico negro. O colar preto não era tão proeminente como o do macho nem se estendia até a parte de trás do pescoço. O aspecto geral da ave é semelhante às espécies Psittacula existentes, incluindo o colar escuro, mas a coloração cinza-azulada a diferencia dos outros membros de seu gênero, que são em sua maioria verdes.
O naturalista francês Philibert Commerson recebeu um espécime vivo em Maurício na década de 1770 e descreveu-o como "azul acinzentado". Paul Jossigny fez duas ilustrações deste espécime, as únicas representações conhecidas do periquito-de-rodrigues em vida, e que só foram publicadas em 2007. Apesar dos dois únicos exemplares que restaram hoje serem azuis, alguns relatos antigos feitos em Rodrigues provocaram confusão sobre a coloração da plumagem. Um deles é a seguinte declaração de Leguat:
Há abundância de papagaios verdes e azuis, eles têm um tamanho mediano e porte parecido; quando jovens, sua carne é tão boa quanto a dos pombos jovens.
Caso os papagaios verdes mencionados por Leguat não sejam o papagaio-de-rodrigues (Necropsittacus rodericanus), talvez tenham sido uma variedade de cor verde do periquito-de-rodrigues, conforme sugerido por Julian Hume. Como Alfred Newton observou em sua descrição original, algumas penas do espécime do sexo feminino exibem ambos os reflexos azuis e verdes, dependendo da luz incidente. Isto pode explicar algumas das discrepâncias. Os papagaios verdes citados também podem ter sido indivíduos de outras espécies Psittacula que foram dispersados por tempestades a partir de outras ilhas, e que sobreviveram em Rodrigues por um curto período de tempo.

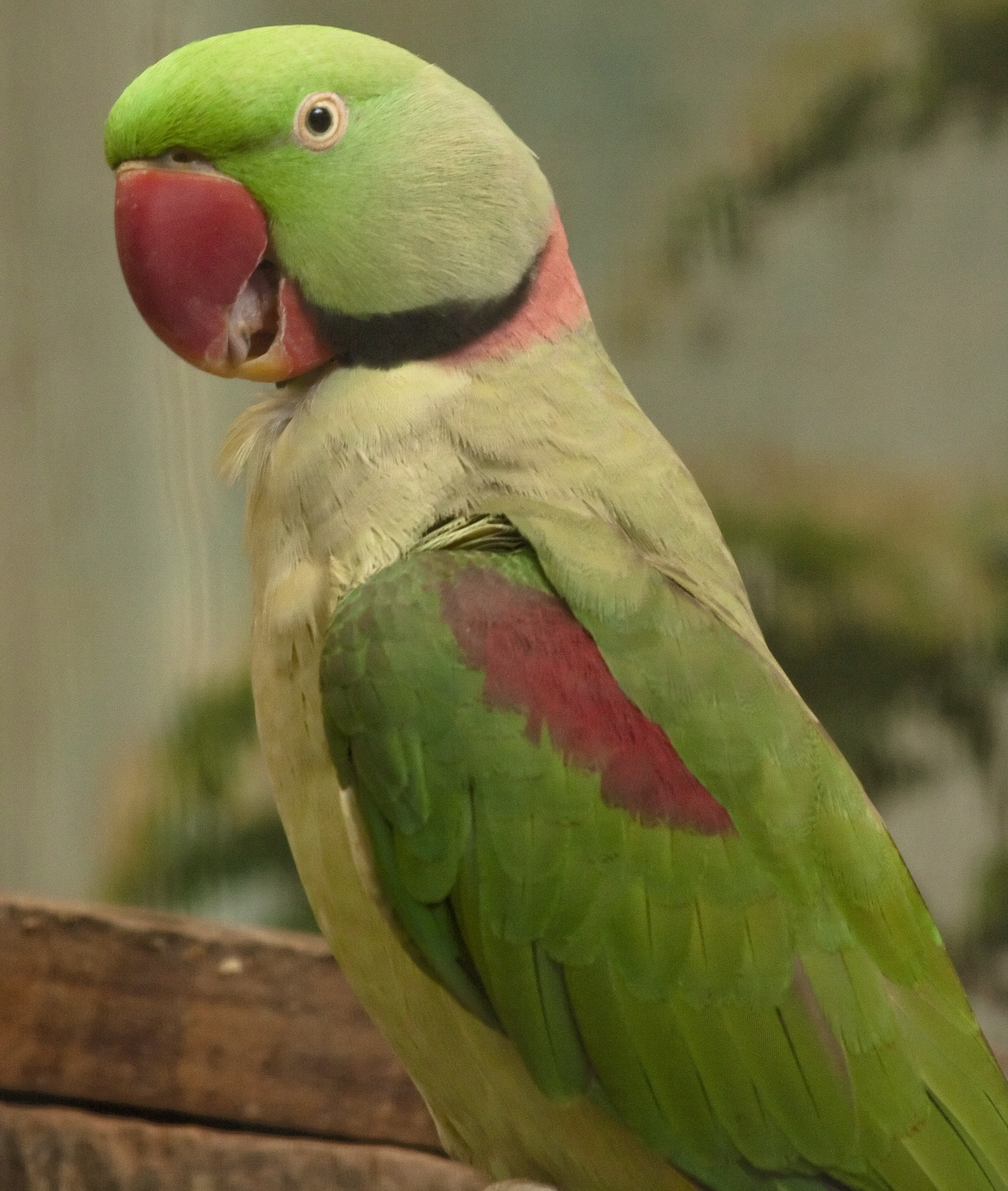
O papagaio-alexandrino tem uma mancha vermelha no ombro, tal como os machos adultos do periquito-de-rodrigues.

Os dois espécimes existentes foram originalmente preservados em álcool, e, embora isso possa descolorir a plumagem, é pouco provável que ela mudasse sua cor de verde para azul. Julian Hume e Hein van Grouw também sugeriram que, devido a uma mutação hereditária, alguns periquitos-de-rodrigues podem não ter tido psitacina, um pigmento que, junto com a eumelanina, produz a coloração verde nas penas dos papagaios. A completa falta de psitacina dá a cor azul, enquanto que níveis reduzidos da substância podem produzir uma tonalidade entre o verde e o azul, a qual corresponde a cor dos dois exemplares preservados da espécie.
Julien Tafforet também descreveu o que aparenta ser periquitos-de-rodrigues verdes na sua obra de 1726 Relation de l'Île Rodrigue, mas a questão da coloração era ainda mais complicada:
Os papagaios são de três tipos, e em abundância ... A segunda espécie [macho maduro do periquito-de-rodrigues?] é um pouco menor e mais bonita, porque elas têm a plumagem verde como a anterior [Necropsittacus rodricanus], um pouco mais azul, e acima das asas um pouco de vermelho, bem como o seu bico. A terceira espécie [periquito-de-rodrigues] é pequena e totalmente verde, com o bico preto.
Especialistas propuseram que as segunda e terceira "espécies" mencionadas por Tafforet eram na verdade machos e fêmeas, respectivamente, do periquito-de-rodrigues. A diferença entre elas eram devido ao dimorfismo sexual. Alexandre Guy Pingré também mencionou aves verdes, talvez com algumas partes vermelhas, mas seu relato está parcialmente ininteligível e, portanto, ambíguo. Uma mancha vermelha no ombro também está presente no papagaio-alexandrino. Nenhum dos espécimes que restaram do periquito-de-rodrigues tem manchas vermelhas. O único macho conhecido talvez seja imaturo, a julgar pela cor de seu bico, e isso pode explicar a ausência da mancha vermelha. Quando os Psittacula são criados por aviculturistas, o azul é facilmente produzido a partir do verde; a produção de azul pode suprimir a coloração vermelha, então exemplares azuis podem não ter tido a mancha vermelha.

## Comportamento e ecologia
Não se sabe quase nada sobre o comportamento do periquito-de-rodrigues, mas provavelmente ele tinha hábitos semelhantes aos de outros membros do gênero Psittacula. François Leguat mencionou que os papagaios da ilha se alimentavam principalmente de nozes da árvore bois d'olive (Cassine orientalis). Podem ainda ter comido folhas, tal como o seu "primo" vivo, o periquito-de-maurício. O fato de a espécie ter sobrevivido por muito tempo após Rodrigues ter sido bastante desmatada mostra que sua ecologia era menos vulnerável que a de outras aves, a exemplo do papagaio-de-rodrigues.

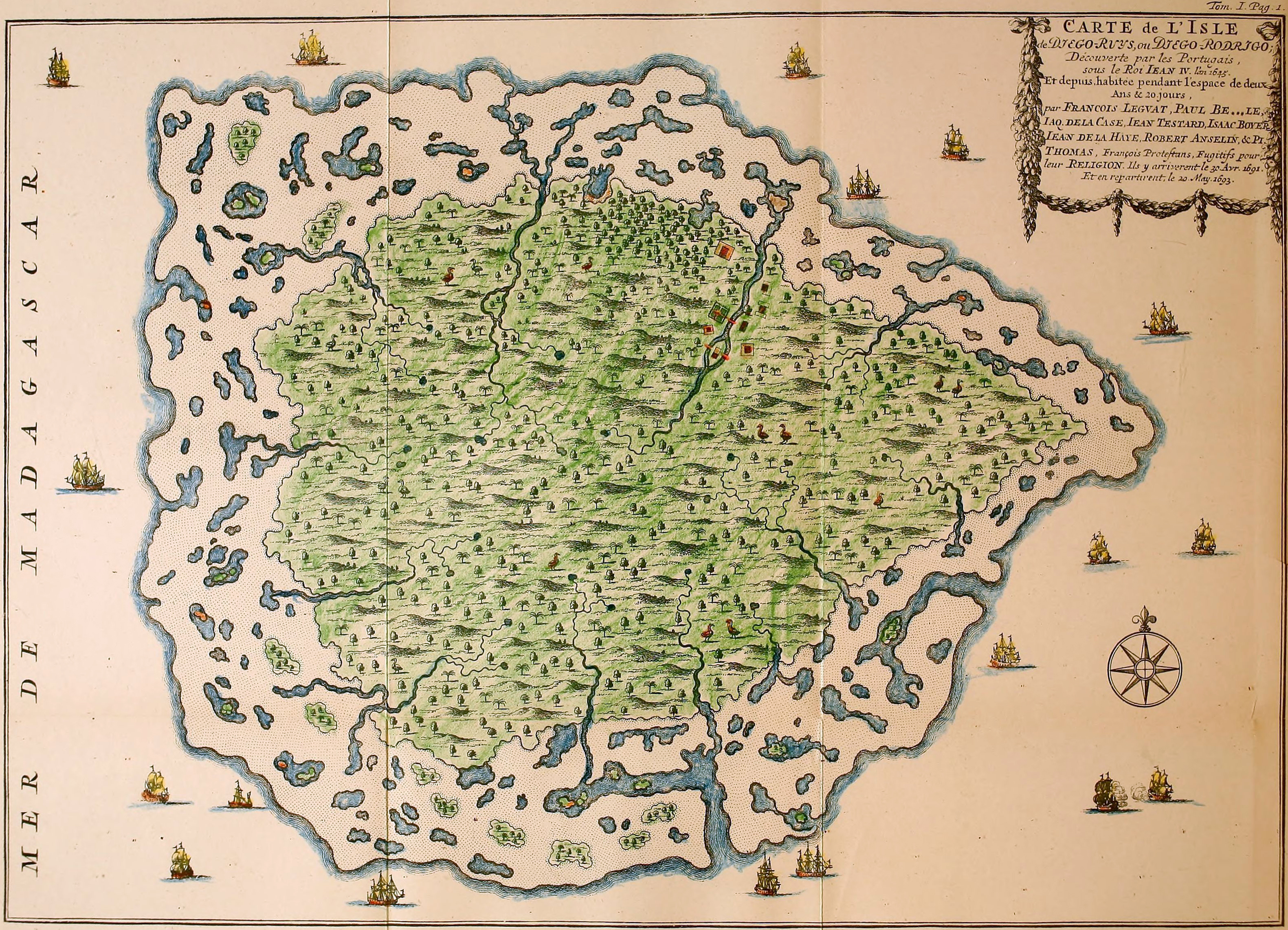
Mapa de Rodrigues feito por Leguat. O local onde se estabeleceu está marcado no nordeste da ilha.

Leguat e os seus homens hesitaram em caçar os papagaios porque eles eram muito dóceis e fáceis de capturar. O grupo de Leguat tomou um papagaio como animal de estimação e conseguiram ensiná-lo a falar:
Caça e pesca eram tão fáceis para nós, que eram coisas que nos davam prazer. Nós muitas vezes nos deliciávamos a ensinar os papagaios a falar, havendo um grande número deles. Eu levei um deles para a ilha Maurício, o qual sabia falar francês e flamengo.
Como o tipo de papagaio mencionado por Leguat neste trecho não foi especificado, algumas fontes apontam que o viajante francês se referia ao periquito-de-rodrigues, e outras ao papagaio-de-rodrigues.
Muitas outras espécies endêmicas de Rodrigues tornaram-se extintas após a chegada do homem, de modo que o ecossistema da ilha está fortemente danificado. Antes da vinda dos humanos, as florestas cobriam a ilha por completo, mas muito pouco resta hoje devido ao desmatamento. O papagaio-de-rodrigues viveu ao lado de outras aves recentemente extintas, como o solitário-de-rodrigues, o Erythromachus leguati, o papagaio-de-rodrigues, o estorninho-de-rodrigues, a coruja-de-rodrigues, a garça Nycticorax megacephalus, e o pombo-de-rodrigues. Répteis extintos incluem as tartarugas gigantes Cylindraspis peltastes e C. vosmaeri, e o lagarto Phelsuma edwardnewtoni.
Os autores do estudo de 2015, que esclareceu as relações filogenéticas dos periquitos das ilhas Mascarenhas, sugeriram que o periquito-de-maurício seria um substituto ecológico adequado para os periquitos de Reunião e de Rodrigues, devido a sua estreita relação evolutiva. O periquito-de-maurício corria risco de extinção na década de 1980, quando havia apenas vinte indivíduos, mas essa população está hoje em crescimento. Sua introdução nas ilhas próximas também poderia ajudar a assegurar a sobrevivência da espécie.

## Extinção

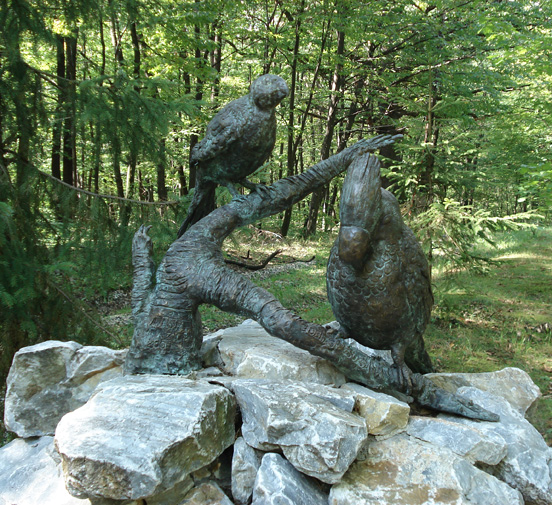
Estátuas do periquito-de-rodrigues e do papagaio-de-bico-largo da ilha Maurício no Zoológico do Parque Cultural de Miskolc, Hungria.

Das cerca de oito espécies de psitacídeos endêmicas das ilhas Mascarenhas, apenas o periquito-de-maurício sobreviveu. Os outros foram todos extintos provavelmente por uma combinação de caça excessiva e desmatamento. Leguat afirmou que o periquito-de-rodrigues era abundante durante sua estadia. Ainda era comum quando Tafforet esteve na ilha em 1726, mas quando Alexandre Guy Pingré o mencionou em 1761, escreveu que a ave tinha se tornada escassa. Praticamente só podia ser encontrada em ilhotas ao sul de Rodrigues (como a ilha Gombrani), juntamente com o papagaio-de-rodrigues. Nessa época, a maior parte de Rodrigues já havia sido desmatada e as terras utilizadas para a criação de gado.
Os relatos antigos elogiando o sabor de sua carne sugerem que o periquito-de-rodrigues era rotineiramente consumido pelos visitantes. Vários periquitos eram necessários para prover uma única refeição, devido ao pequeno tamanho da ave. Pingré declarou:
O periquito [periquito-de-rodrigues] pareceu-me muito mais delicado [no sabor, comparado com a raposa-voadora]. Eu não teria saudade de nenhuma das aves de caça da França se ele fosse mais abundante em Rodrigues; mas começa a tornar-se raro. Há ainda menos papagaios [papagaios-de-rodrigues], embora houvesse uma grande quantidade de acordo com François Leguat; de fato, uma pequena ilhota ao sul de Rodrigues ainda mantém o nome de ilha do Papagaio [Isle Pierrot].
De acordo com Thomas Corby, topógrafo do governo, o periquito-de-rodrigues pode ainda ter sido bastante comum em 1843. Henry H. Slater relatou que viu um único espécime no sudoeste da ilha durante a sua estadia de três meses para observar o trânsito de Vênus de 1874, e o secretário colonial assistente William J. Caldwell viu vários exemplares em 1875 durante a sua visita de três meses. O macho que ele recebeu em 1875 e deu a Newton é o último membro registrado da espécie. Uma série de ciclones atingiu a ilha no ano seguinte e pode ter devastado a população remanescente. As tempestades mais severas aconteceram em 1878 e 1886, e uma vez que àquela altura poucas áreas florestais ainda estavam de pé, havia pouca vegetação para proteger as aves restantes. O macho pode, portanto, ter sido o último exemplar vivo da espécie.
Havia rumores infundados de sua existência até o início do século XX. Em 1967, James Greenway afirmou que um população extremamente pequena ainda pode ter sobrevivido em pequenas ilhotas afastadas, já que áreas assim são muitas vezes o último refúgio de aves ameaçadas de extinção. Hume argumentou que essas ilhotas eram, provavelmente, muito pequenas para sustentar uma população.